# Хартмут III фон Кронберг
Хартмуд III фон Кронберг (на немски: Hartmud III von Cronberg; † сл. 1255/сл. 1287) е благородник от Ешборн до Франкфурт на Майн и рицар от Кронберг с резиденция в замък Кронберг в Таунус над днешния град Кронберг в Хесен. Той основава клон Кронберг.

## Произход
Той е син на Ото фон Кронберг († 1250/1252), господар на Ешборн, и съпругата му Агнес фон Крансберг, дъщеря на Ебервин фон Крансберг, бургграф на Фридберг. Според друг източник той е син на рицар Хартмуд II фон Ешборн († 1250, 1253) и съпругата му фон Кранхесберг. Внук е на рицар Хартмуд I фон Ешборн († сл. 1223) и правнук на Валтер фон Ешборн († пр. 1190). Брат е на неженените Франк фон Ешборн († 1253), рицар на немския орден, Ебервин фон Ешборн († 1283), 1248 г. домхер в Майнц, Валтер фон Ешборн († сл. 1278) и Конрад фон Ешборн († сл. 1276).
Баща му Ото се мести през 1230 г. в новопостроения замък Бург Кронберг в Кронберг им Таунус и веднага се нарича фон Кронберг. От ок. 1250 г. клонът на рода се мести там. През 1252 – 1399 г. фамилията се дели на три крила: Кронен, Флюгел и Орен.
През 1617 г. със смъртта на Йохан Еберхард фон Кронберг, вицедоминус на Рейнгау и наследствен трухсес на Майнц, изчезва крилото Флюгел фон Кронберг. През 1618 г. Кронбергите са издигнати на фрайхерен, 1630 г. на графове. През 1632 г. Кронбергите получават Ротенберг в Оденвалд. Рицарският род фон Кронберг изчезва през 1704 г. с Йохан Николаус фон Кронберг († 17 юли 1704) от крилото „Кронен“.

## Фамилия
Хартмуд III фон Кронберг има пет деца:
- Юта фон Кронберг (* пр. 1254; † пр. 1301), омъжена за рицар Герлах фон Рорбах († сл. 1302)
- Хартмут IV фон Кронберг († сл. 1300), женен за Маргарета фон Валдек
- Ебервин фон Кронберг/Ешборн († 22 април 1308), епископ на Вормс (1299 – 1303)
- дъщеря фон Ешборн, омъжена за фон Щеренберг
- Хайнрих фон Ешборн († сл. 1269)